# 1988 VR2
1988 VR2 är en asteroid i huvudbältet som upptäcktes 12 november 1988 av den amerikanske astronomen Eleanor F. Helin vid Palomar-observatoriet.
Asteroiden har en diameter på ungefär 5 kilometer.